# Jiangsu

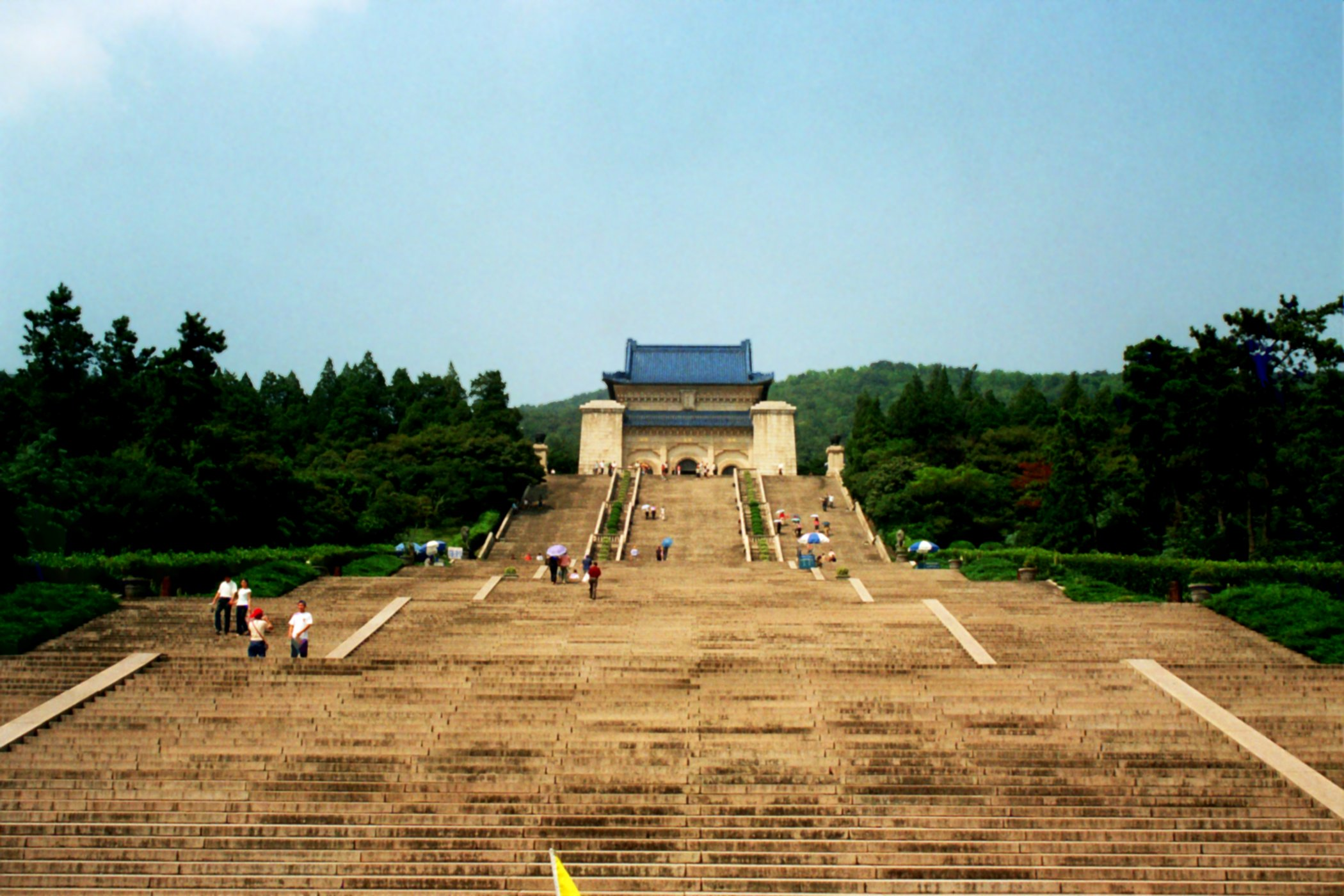
Mauzoleum Sun Jat-sena w Nankinie

Jiangsu (wymowaⓘ chiń. upr. 江苏; chiń. trad. 江蘇; pinyin Jiāngsū; Wade-Giles Chiang-su) – prowincja ChRL położona w środkowej części wschodniego wybrzeża Chin.
Jej nazwa pochodzi od Jiangning (Nankin) i Suzhou.
Prowincja Jiangsu graniczy z Szantung od północy, z prowincją Anhui od zachodu, oraz z prowincją Zhejiang i miastem wydzielonym Szanghaj od strony południowej.
W prowincji rozwinął się przemysł włókienniczy, spożywczy, odzieżowy, maszynowy, środków transportu, chemiczny, rafineryjny oraz elektrotechniczny.
Ludność prowincji zajmuje się uprawą ryżu, pszenicy, kukurydzy, gaolianu, bawełny, soi, orzeszków ziemnych, herbaty, tytoniu, batatów oraz hodowlą trzody chlewnej, drobiu, bawołów. Ponadto w prowincji dobrze rozwinęło się rybołówstwo.